# 한라부추
한라부추는 부추속의 식물이다. 한국 고유종으로, 한라산, 백운산, 지리산, 가야산에서 자란다 한라부추는 한라산의 표고 1,100m 고지 이상과 전라남도 백운산, 지리산 및 가야산에서 나는 다년생 초본이다.
생육환경은 햇볕이 많이 들어오는 곳이나 반그늘이 진 곳의 물기가 많은 곳에서 자란다. 키는 약 30cm이고 부추처럼 생긴 잎은 길이가 15-20cm, 폭이 약 0.3cm로 3-4개가 달린다. 뿌리는 긴 난형으로 겉은 검은 섬유로 덮여 있고 한 군데에서 여러 개의 작은 뿌리가 뭉쳐 있다.꽃은 적자색으로 꽃줄기의 끝에 3~30개의 꽃이 펼쳐지듯 달리고 작은 꽃들의 줄기 길이는 0.5~0.9cm이며 수술은 6개이다. 열매는 10~11월경에 둥글게 달리며 안에 들어 있는 종자는 검은색이다. 관상으로 쓰이며 전초는 식용으로 쓰인다.

## 번식
번식법은 11월에 종자를 받아 바로 뿌리거나 종이에 싸서 냉장고에 보관 후 이듬해 봄에 뿌린다.